# Euethogonus hardyi
Euethogonus hardyi är en mångfotingart som beskrevs av Ralph Vary Chamberlin 1920. Euethogonus hardyi ingår i släktet Euethogonus och familjen Iulomorphidae. Inga underarter finns listade i Catalogue of Life.